# Espai regular

Un punt x i un tancat F en un espai regular

Un espai topològic X és un espai regular o {\displaystyle T_{3}} quan, donats un tancat F de la topologia i un punt x que no pertany a F, hi ha un entorn U de x i un entorn V de F que no es tallen, {\displaystyle U\cap V=\emptyset }.
En altres paraules, un punt i un tancat sempre poden ser separats per entorns disjunts.
La propietat de ser regular és un dels axiomes de separació.